# Везембек-Оппем
Везембек-Оппем (нидерл. Wezembeek-Oppem) — коммуна в провинции Фламандский Брабант, Фландрия, Бельгия.

## Расположение
Расположена в десяти километрах к востоку от столицы страны — г. Брюссель, хотя непосредстевнно с ним и не граничит. Коммуна субурбанизирована: в настоящее время её почти полностью занимает одноимённый город.

## История
Во время нацистской немецкой оккупации во время Второй мировой войны Везембик был домом для сиротского приюта, созданного Ассоциацией бельгийских евреев. Приют предназначался для еврейских детей, осиротевших из-за того, что их родители были отправлены в лагеря смерти.

## Население
Население составляет 13 504 чел. (2006); 13.534 чел (2008). Общая площадь составляет 6,82 км², при плотности населения 1 980 чел. на км². В городе проживает большое количество международных экспатриантов. В городе расположена международная немецкая школа Брюсселя.

## Языки
Официальный язык — нидерландский. Тем не менее, по результатам последней переписи 1947 г. французский язык назвали родным 30 % его населения. В 1963 местные франкофоны получили также языковые льготы. С тех пор доля франкофонов возросла до более чем 75 % (оценка по результатам голосов за франкоязычные партии в ходе местных выборов). Отношения между франкофонами и фламандцами крайне напряжены.